# 楚科奇海科维尔氏菌
楚科奇海科维尔氏菌（学名：Colwellia chukchiensis）是科尔韦氏菌属的下属物种。此物种是一种革兰氏阴性、过氧化氢酶阳性、氧化酶阳性且耐冷的弯曲杆状细菌。此物种最早从北冰洋楚科奇海的海水样本中分离出来。

## 历史
在破冰船雪龙号第二次中国国家北极科考航行期间，从楚科奇海60米深处的沉积物中采集了样品。菌株BCw111T在持续4周的4°C孵育后，通过稀释平板技术在海洋琼脂上分离。该菌株是楚科奇海科维尔氏菌的模式菌株。

## 词源
新拉丁阳/阴性形容词“chukchiensis”，表示属于楚科奇海，这是楚科奇海科维尔氏菌模式菌株的分离地点。

## 系统发育学分类
基于16S rRNA基因序列的系统发育分析表明菌株BCw111T属于科尔韦氏菌属。菌株BCw111T与极地科维尔氏菌的基因序列相似性最高，高达97.8%，其次是潮滩科维尔氏菌，高达97.1%。

## 描述
楚科奇海科维尔氏菌是一种兼性厌氧的革兰氏阴性菌。它能够在0℃至30°C（最佳23℃至25℃，并且不在33°C以上的环境下生长）、pH5.0之pH10.5（最佳6.0至8.0）和存在0.5%至8%（w/v）NaCl的条件下生长，因此它是一种介于耐冷和嗜温（再适宜的中温范围内为嗜温）、中性且耐盐的生物。它的细胞是弯曲杆状的，长1.1µm至4.5µm，宽0.5µm至1.0µm，并且通过单极鞭毛运动。过氧化氢酶和细胞色素氧化酶测试呈阳性。菌落是无色素、圆形、边缘完整光滑、凸起的。

## 栖息地
楚科奇海科维尔氏菌是一种生活在海洋沉积物中的细菌。